# Pointe Marguerite (Grandes Murailles)
Pour les articles homonymes, voir Pointe Marguerite.
La pointe Marguerite est un sommet du groupe des Grandes Murailles, dont elle constitue le point culminant, dans les Alpes pennines, en Vallée d'Aoste.

## Ascension
L'accès s'effectue à partir du bivouac Balestrieri.